# Эсмеральда (балет)
Эсмеральда — балет в трёх действиях, 5 картинах, написанный итальянским композитором Цезарем Пуни на либретто Жюля Перро. Музыка отдельных номеров написана Риккардо Дриго.
Премьера состоялась 9 марта 1844 года, в лондонском театре Театре Её Величества. В России впервые поставлен 21 декабря 1848 года в Большом Каменном театре Санкт-Петербурга.

## Действующие лица
- Эсмеральда, цыганка.
- Гренгуар, поэт.
- Клод Фролло, архидьякон Собора Парижской Богоматери.
- Квазимодо, звонарь Собора Парижской Богоматери.
- Феб де Шатопер, капитан королевских стрелков.
- Альбер, Флоран, — офицеры, друзья Феба.
- Алоизия де Горделорье.
- Флер де Лис, её дочь, невеста Феба
- Диана, Беранже — подруги Флер де Лис
- Клопен Трульфу, король бродяг.
- Судья
- Палач

Бродяги, нищие, цыгане и цыганки, дамы и кавалеры, подруги Флер де Лис, шуты и шутихи, народ.

## Краткое содержание
Действие происходит в средневековом Париже в конце XV века.

### Действие первое
Картина перваяДвор чудес
Поэт Пьер Гренгуар попадает в руки обитателей парижского дна. Бродяги обыскивают его и, не найдя ничего ценного, решают повесить. Гренгуар молит о пощаде. Король нищих Клопен Трульфу обещает сохранить ему жизнь в том случае, если кто-нибудь из находящихся в его подданстве женщин согласится выйти за него замуж. Все присутствующие осматривают Гренгуара, но никто не решает взять его в мужья. В это время появляется Эсмеральда. Узнав о том, что Гренгуару грозит смерть, она решает спасти его. Их объявляют мужем и женой на четыре года.
Цыганка и её новообретенный супруг идут домой по ночным улицам Парижа. Клод Фролло, давно и безответно влюбленный в Эсмеральду, с помощью Квазимодо, Клопена и трёх бродяг пытается похитить её, но подоспевший ночной патруль во главе с капитаном Фебом де Шатопером вырывает её из рук похитителей. По приказу Феба, солдаты заковывают Квазимодо в цепи.
Эсмеральда очарована спасшим её офицером. Феб спрашивает, в порядке ли она и узнаёт, кто она такая. На память он дарит ей свой шарф. По просьбе Эсмеральды стража освобождает Квазимодо.
Картина втораякомната Эсмеральды
Цыганка любуется подаренным шарфом и мечтает о прекрасном офицере, выкладывает его имя из букв и гравирует его ножом на стене. Вошедший Гренгуар предъявляет свои права супруга. Эсмеральда отвергает его домогательства, объясняет, что она вышла за него замуж, чтобы спасти его от смерти, и что они будут только друзьями. Она учит Гренгуара танцевать. Она велит ему спать в соседней комнате, а сама ложится в этой. Как только она засыпает — в каморку входят Клод Фролло, Квазимодо и Клопен. Они вновь пытаются похитить цыганку, но ей удается скрыться. Клод Фролло поднимает оброненный Эсмеральдой кинжал: в его голове рождается план мести.

### Действие второе
Картина третьясад в замке Алоизии де Гонделорье
Флер де Лис танцует со своими подругами. Входит её мать со свитой, затем — её жених Феб. Флер замечает, что на нём нет шарфа, который она для него вышила.
Эсмеральда, Гренгуар и четыре цыганки приглашены в замок — погадать невесте и развлечь гостей своими танцами. Эсмеральда предсказывает Флер де Лис счастливое замужество. Цыганки начинают танец. Эсмеральда замечает, что жених Флер — это спасший её офицер, в которого она влюбилась с первого взгляда. Ею овладевает отчаяние, но, побуждаемая Гренгуаром, она продолжает танцевать для гостей.
Флер де Лис замечает на цыганке шарф Феба. От волнения она лишается чувств. Гости взволнованно реагируют на происходящее. Гренгуар уводит Эсмеральду; Феб уходит за ними.

### Действие третье
Картина четвёртаякомната в таверне
Клопен Трульфу приводит в таверну, где должно состояться свидание Эсмеральды и Феба, Клода Фролло. Он показывает ему, где спрятаться и удаляется. Появляются счастливые любовники. Феб клянётся Эсмеральде в силе своих чувств, но цыганка, сорвав с его плюмажа перо и подбросив его, говорит: твоя любовь улетучится также легко. Клод Фролло выходит из своего укрытия и поражает Феба кинжалом — тем самым, который он подобрал в каморке Эсмеральды. Когда на крики собирается народ, он обвиняет её в убийстве. Прибежавший Гренгуар умоляет его спасти ни в чём неповинную девушку. Клод лицемерно обращается к небу и говорит, что её может спасти только Бог.
Картина пятаяПраздник шутов. Берег Сены; справа — тюрьма; в отдалении — башни собора Парижской Богоматери.
Вечерние улицы Парижа полны ряженными — шутами и шутихами и горожанами, участвующими в празднике. Квазимодо, избранный шутовским Папой, танцует в тиаре и с посохом. Появившийся на площади Клод Фролло останавливает кощунственное действо.
Стража выводит из тюрьмы подвергшуюся пыткам Эсмеральду. Она готовится к смерти и молится. Клод предлагает ей спасение, если она согласится принадлежать ему. Девушка отвергает его предложение. Архидьякон приказывает начать казнь.
В это время на площадь вбегает Феб де Шатопер — он был не убит, а только ранен. Он указывает судье, что цыганка не виновата в нападении на него. В ответ на вопрос судьи: кто же виновен, он указывает на Клода Фролло. Фролло хочет наброситься на Феба, но его останавливает и убивает Квазимодо. Феб и Эсмеральда соединяются.

## Либретто
Либретто балета написано балетмейстером Жюлем Перро по мотивам оперного либретто В. Гюго «Эсмеральда», в свою очередь основанного на его романе «Собор Парижской Богоматери».
Балетная версия включает некоторое мотивы романа, не использованные Гюго при переработке его для оперы. Однако, как и в опере, судьба балетной Эсмеральды кончается благополучно: в последний момент перед казнью её спасает Феб (после этого, в отличие от оперного либретто, он не погибает и герои воссоединяются).
Авторы последующих редакций спектакля использовали как трагический, так и счастливый варианты финала, по-разному воплощая их сценически.
В остальном либретто Перро практически не подвергалось перекройкам: основные изменения касались введения дополнительных сцен, призванных дать танцевальную характеристику Клоду Фролло и Квазимодо, изначально действовавших исключительно в сфере пантомимы, и картины быта средневекового Парижа. Заданная же раскладка основных событий романа на три акта сохранялась почти неизменной.

## Музыка
Для первой постановки музыкальную партитуру создал итальянский композитор Цезарь Пуни.
В период сценической жизни в России балет дополнялся вставными номерами на музыку различных композиторов.
В 1886 и 1899 годах, возобновляя спектакль в Мариинском театре, М. И. Петипа поручил Р. Дриго написать новые номера для второго акта — вариации для Флер де Лис и двух её подруг в «Танце с корзиночками» и Pas de six Эсмеральды, Гренгуара и четырёх цыганок, заменивший существовавшее ранее на этом месте Pas de deux с муз. Пуни. Позднее вариации в «Танце с корзиночками» заменялись в отдельных спектаклях на вставные (по желанию исполнительниц)
Музыкальная структура последнего возобновления Петипа стала канонической. Именно от неё отталкивались при создании всех последующих версий спектакля.
В 1926 году для постановки балета в Большом театре Р. М. Глиэр заново оркестровал партитуру Пуни — Дриго и сделал в ней несколько вставок. В 1950 году аналогичную работу ещё раз проделал Сергей Василенко. С тех пор театрами обычно используются их редакции.
В 2006 году в спектакле театра «Кремлёвский балет» прозвучала музыкальная редакция В. Качесова.
В 2009 году при постановке балета в Большом театре новая концепция музыкальной драматургии балета была разработана Ю. Бурлакой, на основании оригинальной партитуры Пуни, восстановленной Александром Троицким по архивным материалам Библиотеки Консерватории Сан-Пьетро а Майелла в Неаполе и Музыкальной библиотеки Большого театра России.

## Последующие постановки
В марте 1845 года Перро перенёс свою «Эсмеральду» в «Ла Скала» в расчёте на Фанни Эльслер, гастролировавшую в Милане. Посетив в апреле Вену, а затем Брешию, Виченцу и Больнью, Эльслер до зимы задержалась в Риме — здесь префект полиции запретил исполнять «Эсмеральду» вследствие «аморальности» сюжета, и балерина выступала в «Гентской красавице», «Жизели» и «Безумии художника».

### Основные постановки в России

#### Санкт-Петербург

##### Большой театр
- 21.12.1848 — балетмейстер — Перро; Эсмеральда — Ф. Эльслер (позже Гризи, Н. К. Богданова, К. Кукки, Е. П. Соколова и др.), Гренгуар — Перро, Феб — Фредерик, Клод Фролло — П. И. Дидье[8].

##### Мариинский театр — ГАТОБ им. Кирова
- 17.12.1886 — балетмейстер М. И. Петипа (по Перро с добавлением новых танцев на музыку Р. Е. Дриго); Эсмеральда — В. Цукки (позже — К. Брианца);
- 21.11.1899 — балетмейстер Петипа (по Перро); Эсмеральда — М. Ф. Кшесинская (позднее А. Павлова), Клод Фролло — Н. С. Аистов, Феб — И. Ф. Кшесинский, Квазимодо — А. Ф. Бекефи;
- 1918 — возобн.; Эсмеральда — Е. А. Смирнова;
- 1923 — возобн.; Эсмеральда — О. А. Спесивцева (позднее — Е. Люком, Т. Вечеслова);
- 23.4.1935 — балетмейстер А. Я. Ваганова, реж. С. Э. Радлов, А. А. Берёзова, И. Н. Иванов; Эсмеральда — Т. М. Вечеслова, Гренгуар — Л. С. Леонтьев, Феб — Б. В. Шавров, Клод Фролло — М. А. Дудко, Квазимодо — К. А. Журавлёв, Диана — Г. С. Уланова, Актеон — В. М. Чабукиани;
- 15.11.1948 — балетмейстер А. Я. Ваганова; Эсмеральда — Вечеслова, Гренгуар — В. В. Фидлер, Феб — Шавров, Клод Фролло — Р. И. Гербек, Квазимодо — М. М. Михайлов, Диана — А. Я. Шелест, Актеон — С. С. Каплан[8].

##### МАЛЕГОТ
28 декабря 1981 года — премьера
Художественный руководитель постановки Николай Боярчиков (по мотивам постановки Перро и Петипа), консультанты Татьяна Вечеслова и Пётр Гусев, художник-постановщик Татьяна Бруни, музыкальный руководитель и дирижёр Михаил Орехов
Действующие лица
- Эсмеральда — Татьяна Фесенко, (затем Елена Алканова)
- Флер де Лис — Валентина Муханова
- Феб де Шатопер — Никита Долгушин
- Клод Фролло — Д. Я. Церус, (затем Г. Н. Колобков)
- Пьер Гренгуар — Александр Евдокимов, (затем Валерий Печерский)
- Квазимодо — Евгений Мясищев
- Клопен — Игорь Соловьёв

#### Москва

##### Большой театр
- 22.11.1850 — балетмейстер Перро; Эсмеральда — Эльслер (позже Е. А. Санковская, П. П. Лебедева, Л. Н. Гейтен и др.), Гренгуар — Перро;
- 29.4.1866 — балетмейстеры К. Блазис и Эльслер;

21.11.1890 — Ж. Мендес; Эсмеральда — Гейтен, Гренгуар — Н. Ф. Манохин, Феб — И. Н. Хлюстин, Клод Фролло — В. Ф. Гельцер, Квазимодо — В. А. Шашкин;
- 7.2.1926 — балетмейстер В. Д. Тихомиров (по Перро — Петипа); Эсмеральда — Е. В. Гельцер (позднее — М. Т. Семенова), Гренгуар — И. В. Смольцов, Феб — Тихомиров, Клод Фролло — А. Д. Булгаков, Квазимодо — В. А. Рябцев[8];
- 25.12.2009 — балетмейстеры Ю. Бурлака и В. Медведев (по Петипа); Эсмеральда — М. Александрова, Феб — Р. Скворцов, Гренгуар — Д. Савин, Клод Фролло — А. Лопаревич, Квазимодо — Г. Янин[9].

##### Московский музыкальный театр
- 14.10.1950 — балетмейстер Бурмейстер; Эсмеральда — В. Т. Бовт, Феб — А. В. Чичинадзе, Клод Фролло — А. А. Клейн, Квазимодо — Терентьев[8];
- 8.6.1999 — возобн., балетм. Д. А. Брянцев, худ. В. А. Арефьев, Эсмеральда — Н. В. Ледовская, Феб — В. Е. Дик, Флёр де Лис — К. Амирова;
- 27.11.2009 — возобновление, руководитель возобновления — С. Ю. Филин; Эсмеральда — Ледовская, Феб — С. Чудин, Флёр де Лис — Н. Сомова, Клод Фролло — В. Е. Дик, Квазимодо — А. А. Домашёв[5].

##### Кремлёвский балет
- 08.11.2006 — балетмейстер А. Петров (с использованием фрагментов хореографии Перро, Петипа и Вагановой); Эсмеральда — заслуженная артистка России Жанна Богородицкая, Феб —заслуженный артист России Айдар Шайдуллин, Гренгуар — Сергей Смирнов, Клод Фролло — А. Лопаев, Квазимодо — Д. Альтамаре, Диана — А. Тимофеева, Актеон — М. Мартынюк[10]. Спектакль идет в сопровождении Симфонического оркестра радио «Орфей» под управлением главного дирижёра и художественного руководителя, заслуженного артиста РФ Сергея Кондрашёва.

#### В других городах
Куйбышев (1951, Ю. П. Ковалёв), Воронеж (1962, Т. Е. Рамонова), Волгоград (1960, К. Ставский), Горький (1938, М. Д. Цейтлин, 1952, Т. Н. Кудашева, 1968, Н. Г. Конюс), Красноярск (1944, В. И. Вронский, 1970, В. А. Хараев, Т. Н. Куржиямская), Новосибирск (1953, М. Л. Сатуновский), Омск (1983, Бовт), Пермь (1936, А. Э. Монковский), Свердловск (1951, Сатуновский, 1973, М. Н. Лазарева), Челябинск (1958, О. М. Дадишкилиани, 1972, Л. В. Воскресенская — под назв. «Собор Парижской богоматери», 2012, Ю. Бурлака), Самара (2017, Ю. П. Бурлака).

## Экранизация
В 1994 году постановка Боярчикова была экранизирована студией «Лентелефильм».

В фильме-балете роли исполнили: Эсмеральда — Э. М. Хабибулина, Феб — К. В. Мясников, Флёр де Лис — А. К. Кондрашова, Гренгуар — А. В. Кулигин, Клод Фролло — А. В. Константинов, Квазимодо — А. Б. Брегвадзе, Клопен Трульфу — И. Ю. Соловьёв.

Режиссёром телеверсии выступила Евгения Попова.

## Запись постановки Петипа
На протяжении первой четверти XX века оригинальная постановка Петипа была записана по системе Степанова режиссёром балетной труппы Н. Г. Сергеевым (записи отдельных фрагментов датируются в интервале 1903 — 23 гг.).
Сегодня хореографическая нотация «Эсмеральды» входит в «Коллекцию Сергеева» и хранится в Театральной библиотеке Гарварда.
В 2009 году материалы гарвардской коллекции были использованы Ю. Бурлакой в ходе работы над «Эсмеральдой» в Большом театре (балетм. Ю. Бурлака и Д. Медведев). Однако их версию нельзя считать восстановлением спектакля М. И. Петипа.

## Известные фрагменты

### Pas de six
Pas de six Эсмеральды, Гренгуара и четырёх цыганочек из второго акта балета часто исполняется в качестве концертного номера.
Эта композиция на музыку Дриго была поставлена Петипа в 1886 году, для В. Цукки и заменила ранее существовавшее в спектакле Pas de deux на муз. Пуни, с хореографией Перро (исполнялось Эсмеральдой с Гренгуаром или безымянным солистом).
Pas de six — единственный фрагмент постановки Петипа, считающийся «каноническим» и воспроизводимый в большинстве редакций без изменений. Особенностью хореографии Pas de six’а является то, что, в отличие от многих других танцевальных ансамблей в классических балетах, он требует от балерины актёрской игры, параллельной танцу: изображая танцующую перед знатными гостями цыганку, она в то же время, должна мимикой передать отчаяние, охватывающее Эсмеральду при виде Феба и его невесты.
Наиболее знаменитый момент Pas de six’а — заключительная часть вариации Эсмеральды: балерина спиной вперед движется на пуантах на мелком pas de bourre suivi змейкой, отступая в глубь сцены, затем через центр сцены выходит вперед и, лишаясь чувств, падает на колено.

### Pas de Dian (Pas de deux Дианы и Актеона)
Самостоятельную жизнь обрело Pas de deux Дианы и Актеона, поставленное в 1935 году Вагановой на музыку Пуни из балета «Царь Кандавл», по мотивам постановки Петипа и с использованием женской вариации из «Танца с корзиночками» (муз. Дриго, хореогр. Петипа).
В оригинальном спектакле Вагановой солистам аккомпанировал ансамбль кордебалетных танцовщиц — нимф, отсутствующий в концертной версии номера.

### Pas de deux
В концертах исполняется также Pas de deux Гренгуара и Эсмеральды на муз. Пуни (или отдельно — вариация с бубном из этого Pas de deux).
Многие ошибочно принимают этот номер за часть спектакля Петипа, хотя на самом деле он был создан в 1954 году Николаем Березовым, поставившим в Лондоне собственную версию «Эсмеральды».